# مؤسسه آینده بشریت
مؤسسهٔ آیندهٔ بشریت (انگلیسی: Future of Humanity Institute) با کوته‌نوشت (FHI) یک مرکز تحقیقاتی میان‌رشته‌ای در دانشگاه آکسفورد است که به بررسی پرسش‌های بزرگ دربارهٔ بشریت و چشم‌اندازهای آن می‌پردازد. این موسسه در سال ۲۰۰۵ به عنوان بخشی از دانشکدهٔ فلسفه وابسته به «مدرسه مارتین آکسفورد» تأسیس شد. مدیر این مؤسسه فیلسوف سوئدی نیک بوستروم است. کارکنان تحقیقاتی و همکاران آن عبارتند از اندرس سندبرگ آینده‌نگر، مهندس کی اریک درکسلر، اقتصاددان رابین هانسون، و بنیادگذار مؤسسهٔ ایثار مؤثر (Giving What We Can) توبی ارد (Toby Ord) است.
هدف مؤسسه با به اشتراک گذاشتن دفتر و همکاری نزدیک با مرکز نوع‌دوستی ایثار مؤثر، تمرکز بر تحقیقات در جایی است که بتواند بزرگترین تفاوت مثبت را برای بشریت در دراز مدت ایجاد کند. این سازمان در ترکیبی از فعالیت‌های دانشگاهی و اطلاع‌رسانی مشارکت می‌کند و به دنبال ترویج بحث‌های آگاهانه و مشارکت عمومی در دولت، مشاغل، دانشگاه‌ها و سایر سازمان‌ها است. بزرگترین سرمایه گذاران تحقیقاتی این مرکز عبارتند از: شرکت املین (Amlin)، ایلان ماسک، شورای پژوهش اروپا، «مؤسسه آینده زندگی»، و «Leverhulme Trust".